# یوهانی پالاسما
یوهانی پالاسما (به فنلاندی: Juhani Uolevi Pallasmaa) (متولد ۱۴ سپتامبر ۱۹۳۶) معمار و استاد سابق دانشگاه صنعتی هلسینکی است.

## ترجمه به فارسی
- همدلی و خیال تجسم یافته، در کتاب معماری و همدلی، ترجمه محمد گلشن، انتشارات کتابکده کسری، ۱۳۹۹.
- چشمان پوست، ترجمه رامین قدس، انتشارات گنج هنر، ۱۳۹۶.
- اتمسفر معمارانه (به همراه کریستین بورچ و گرنوت بومه) ترجمه مرتضی نیک فطرت، تهران: فکر نو، ۱۳۹۶.

## نگارخانه

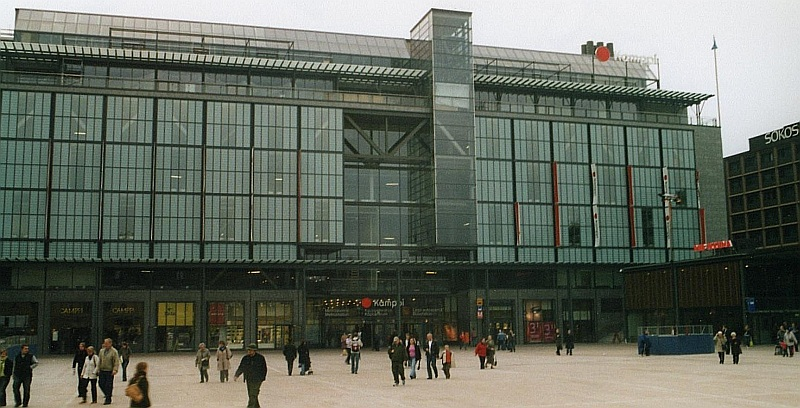
مرکز کمپی، هلسینکی، ۲۰۰۳-۲۰۰۶
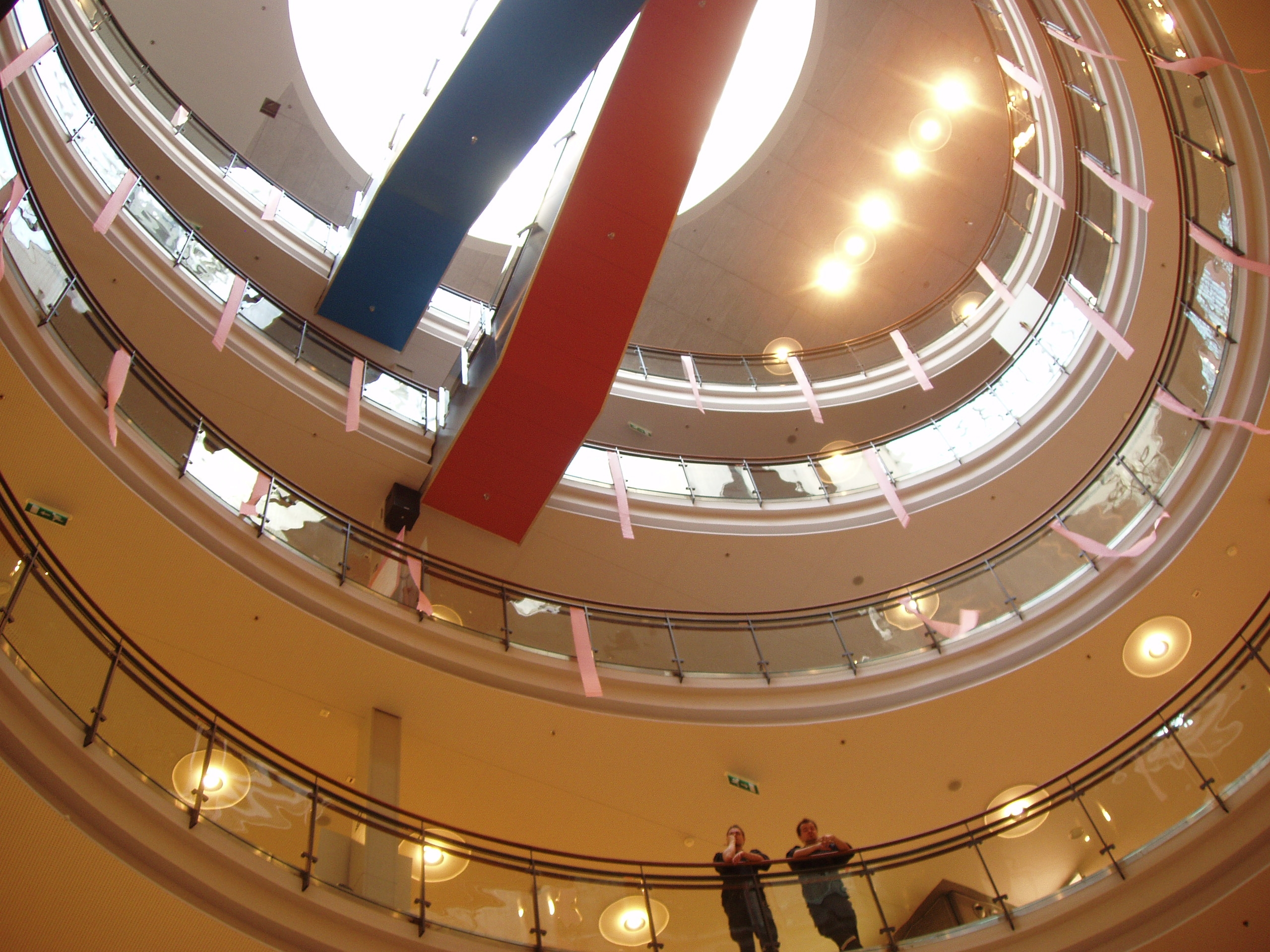
مرکز کمپی، هلسینکی، ۲۰۰۳-۲۰۰۶
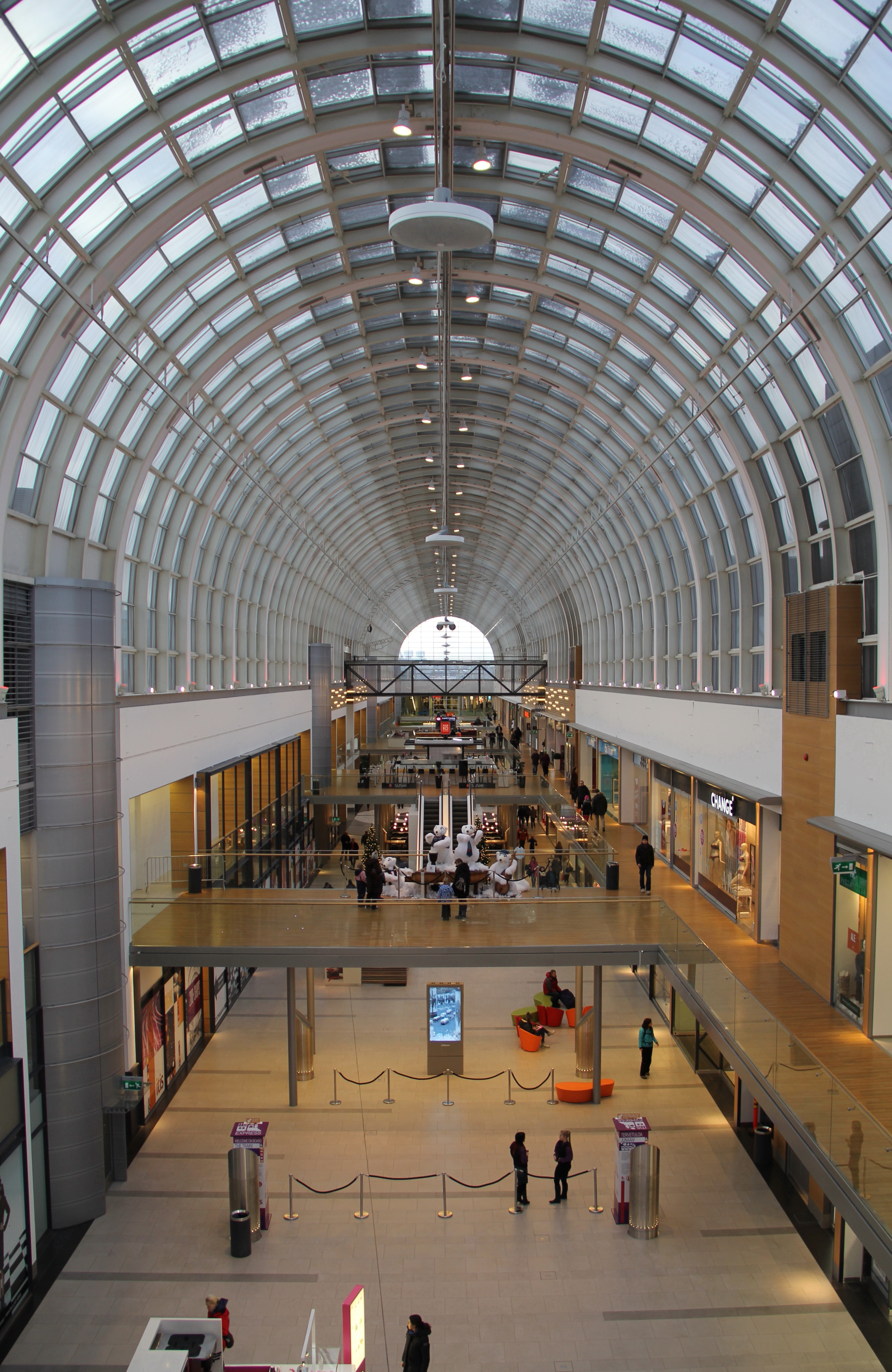
ایتاکشکوش مرکز خرید، هلسینکی، ۱۹۸۹-۹۱
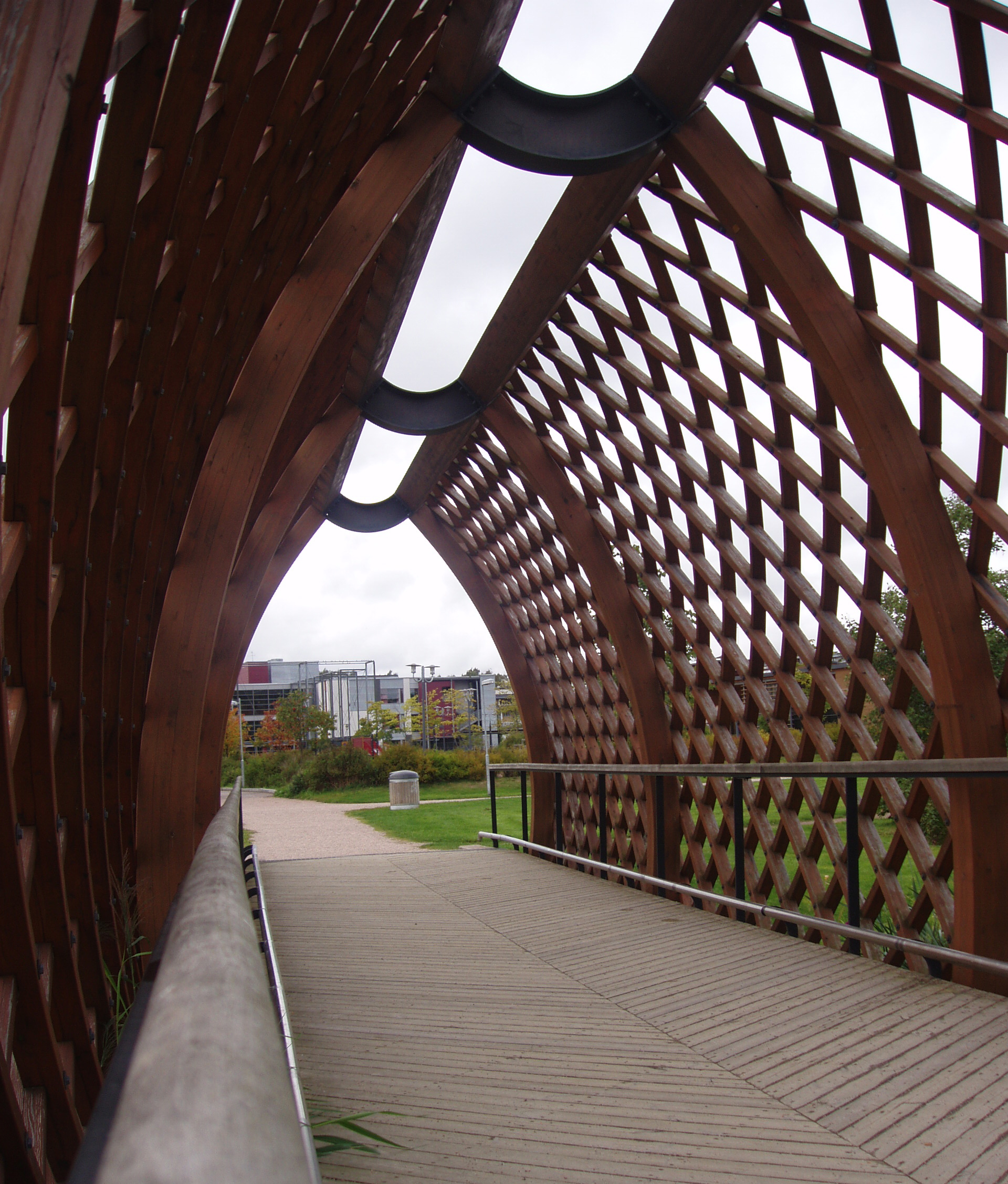
ویکی پل منظر، هلسینکی، ۲۰۰۲